# Заозёрье (Ростовская область)
Заозёрье — посёлок в Октябрьском районе Ростовской области.
Входит в состав Коммунарского сельского поселения.

## География
Посёлок расположен на реке Кадамовка.

## История
В 1987 году указом Президиума Верховного Совета РСФСР посёлку 2-й фермы совхоза «Горняк» присвоено наименование Заозёрье.

## Население
| 2010 |
| ---- |
| 178  |

## Улицы
В посёлке имеется одна улица — Центральная.